# Yongzheng
Yongzheng (chinois : 雍正帝 ; pinyin : yōngzhèng dì ce qui signifie Justice et Concorde, mandchou : ᡥᡡᠸᠠᠯᡳᠶᠠᠰᡠᠨ
ᡨᠣᠪ, romanisation : Hūwaliyasun Tob), né Aisin Gioro In Jen ((mandchou : ᠠᡳᠰᡳᠨ
ᡤᡳᠣᡵᠣ
ᡳᠨ
ᠵᡝᠨ), translittération chinoise en mandarin : Aixinjueluo Yinzhen (爱新觉罗·胤禛 / 愛新覺羅·胤禛, àixīnjuéluó yìnzhēn)), le 13 décembre 1678, décédé le 8 octobre 1735, est un empereur mandchou de Chine impériale sous la dynastie Qing (1722 - 1735).

## Une accession au pouvoir contestée
Le prince Aisingioro Yinzhen nait en 1678 dans la Cité interdite. Il est le quatrième fils de l'empereur régnant Kangxi (康熙 1654-1722) et sa mère est la consort Xiaogongren (1660-1723) du clan Uya. Son père Kangxi, qui a vingt fils survivants à son décès, a très tôt choisi son héritier (Chez les Mandchous, le fils ainé n'est pas choisi en priorité). Mais il doit abandonner ce premier choix car son deuxième fils le prince Yinreng (胤礽), qui avait été nommé prince héritier à 2 ans,s'avère un adulte extrêmement décevant malgré la précaution que l’empereur avait prise de surveiller lui-même son éducation. Yinreng perd définitivement son titre en 1712 sans que Kangxi désigne de manière officielle son nouveau successeur. Le choix finit par tourner autour de deux candidats nés de la même mère, dont les noms personnels étaient homonymes (Yinzhen), la graphie ne différant que par la partie droite du second caractère : 胤禛 et 胤禎. Kangxi avait tenu à garder secrètes ses dernières volontés concernant sa succession, qu’il avait placées dans une boîte. Kangxi décède en 1722 après avoir contracté une pneumonie au cours d'une grande chasse. L'un des deux héritiers présomptifs, quatorzième fils de l'empereur, était en campagne dans le Xinjiang au moment de la mort de son père. Lorsqu’il fut proclamé que le nom inscrit était celui du seul présent, le quatrième fils, une rumeur naquit prétendant qu’il avait modifié le testament en changeant 14 (十四) en 4 (四), mais cette hypothèse n'est pas cohérente avec le fait que ce testament était également rédigé en mandchou et en mongol, langues dans lesquelles la modification n'aurait pas été aussi aisée. Quoi qu'il en soit, son quatrième fils devint l’empereur en prenant pour nom de règne Yongzheng (qui se traduit par Justice et Concorde). Le nom de son frère évincé fut changé en Yinti, pour respecter la règle qui veut que personne ne porte un nom similaire à celui de l'empereur. Certains de ses frères, en particulier Yinti, contestera  la légitimité du nouvel empereur et celui-ci les fera surveiller tout en les privant de tout pouvoir militaire.

## Règne
Yongzheng monte sur le trône en 1722, à l'âge de 45 ans. Au début de son règne, il combat ses adversaires politiques afin de consolider sa puissance impériale. Considérant le pouvoir de la société Shaolin trop important, il rase le temple du Fujian qui s'est rebellé contre son autorité à l'hiver 1723.
Après son accession au trône en 1722, une moitié du bâtiment appelé Temple de Yonghe est convertie en lamaserie pour des moines du bouddhisme tibétain. Après la mort de Yongzheng en 1735, son cercueil est placé dans le temple.
Grâce à des réformes qui centralisent le gouvernement et rationalisent la fiscalité, il rend l’administration efficace. Il crée le département des affaires militaires afin de centraliser et renforcer son pouvoir sur l’armée. Pendant son règne, il renforce la frontière avec la Russie et accroît considérablement le revenu fiscal, installant la base de la prospérité pour le règne de son successeur Qianlong.
Il continue l'œuvre paternaliste de son père Kangxi et axe la politique économique sur les campagnes, exonérant les paysans d'impôts.
Parce qu’il a eu lui-même recours à des intrigues pour monter sur le trône, il instaure la règle du choix secret du successeur. Selon cette règle, l'empereur doit écrire le nom de son successeur sur deux morceaux de papier. Le premier papier, mis dans une boîte, est placé derrière la stèle du Palais de la Pureté Céleste. L'empereur garde l'autre copie avec lui ou la cache. À la mort de l'empereur, les ministres sortent le papier de la boîte et le comparent à la copie du défunt. S'ils sont considérés identiques, la personne dont le nom est sur le papier devient le nouvel empereur.
Son quatrième fils, le prince Aixinjueluo Hongli lui succède sous le nom de Qianlong.

## Famille

### Ascendants
|  |                      |  |  |  |  |  |  |  |  |  |  |  |  |  |  |  |
|  | Shunzhi              |  |  |  |  |  |  |  |  |  |  |  |  |  |  |  |
|  |                      |  |  |  |  |  |  |  |  |  |  |  |  |  |  |  |
|  |                      |  |  |  |  |  |  |  |  |  |  |  |  |  |  |  |
|  | Kangxi (1654 - 1722) |  |  |  |  |  |  |  |  |  |  |  |  |  |  |  |
|  |                      |  |  |  |  |  |  |  |  |  |  |  |  |  |  |  |
|  |                      |  |  |  |  |  |  |  |  |  |  |  |  |  |  |  |
|  | Yongzheng            |  |  |  |  |  |  |  |  |  |  |  |  |  |  |  |
|  |                      |  |  |  |  |  |  |  |  |  |  |  |  |  |  |  |
|  |                      |  |  |  |  |  |  |  |  |  |  |  |  |  |  |  |

### Descendants
- Épouses et descendances

1. Impératrice Xiaojingxian
2. Impératrice Xiaosheng (1691 - 1777)
  1. Prince Hongli / Qianlong (1711 - 1799)

## Dans la culture populaire
- Interprété par Ben Wong en 2014 dans la série hongkongaise Gilded Chopsticks (食為奴)
- Interprété par Tony Yang en 2015 dans le film Time to Love (新步步驚心)